# Crematogaster augusti
Crematogaster augusti är en myrart som beskrevs av Carlo Emery 1895. Crematogaster augusti ingår i släktet Crematogaster och familjen myror. Inga underarter finns listade i Catalogue of Life.